# Francheville, Eure

Francheville este o comună în departamentul Eure, Franța. În 1 ianuarie 2018 avea o populație de 1.252 de locuitori.